# Bahnhof Lenzburg
Der Bahnhof Lenzburg ist der Bahnhof der Stadt Lenzburg im Schweizer Kanton Aargau. Er ist ein Durchgangsbahnhof für SBB-Züge. Er ist mit der Altstadt von Lenzburg mit der Bahnhofstrasse verbunden, über die auch die meisten innerstädtischen Buslinien verkehren.

## Angebot
Es verkehren im Halbstundentakt Schnellzüge nach Zürich HB und Aarau, im Stundentakt nach Basel. Im Regionalzugsverkehr wird Lenzburg durch die S23, S26 und S28 der S-Bahn Aargau, die S9 der S-Bahn Luzern sowie die S11 der S-Bahn Zürich bedient. Stündlich verkehrt die S23 von Baden – Brugg – Lenzburg – Aarau – Olten nach Langenthal, halbstündlich die S26 durch das Freiamt über Wohlen – Muri nach Rotkreuz, in die andere Richtung stündlich nach Aarau und die S28 halbstündlich nach Suhr – Zofingen. Die Luzerner S9 durch das Seetal (Lenzburg–Beinwil am See–Hochdorf–Luzern) verkehrt halbstündlich und die Zürcher S11 verkehrt halbstündlich (Aarau–Dietikon–Zürich HB–Winterthur–Seuzach/Wila).
Eine besondere Bedeutung spielt der Bahnhof Lenzburg als Drehscheibe für den Busverkehr. Es verkehren 9 Buslinien der Regionalbus Lenzburg in der Stadt und in der Region. Daneben existieren verschiedene Nachtbuslinien. Der Bahnhof Lenzburg verfügt über ein Mobility-Carsharing-Angebot. Die SBB baut den Bahnhof Lenzburg zwischen 2023 und 2030 umfangreich aus, um die Barrierefreiheit zu verbessern, die Perrons zu erhöhen und das Bahnhofsgebäude zu modernisieren. Damit sollen Reisenden mehr Platz, bessere Aufenthaltsqualität und ein leichterer Zugang zu den Zügen geboten werden. Wegen Einsprachen verzögert sich der Umbau vom Bahnhof Lenzburg.

### Fernverkehr
- 37 Basel SBB – Aarau – Zürich HB
- 37 Aarau – Lenzburg – Zürich HB

### Regionalverkehr
- 6 Olten – Lenzburg – Arth-Goldau (Südbahn-Express, nur am Wochenende)

#### S-Bahn Aargau
- S 23 Langenthal – Olten – Aarau – Lenzburg – Brugg – Baden
- S 26 Olten – Aarau/Lenzburg – Wohlen – Muri – Rotkreuz
- S 28 Zofingen – Lenzburg

#### S-Bahn Luzern
- S 9 Luzern ‒ Hochdorf ‒ Beinwil am See ‒ Lenzburg

#### S-Bahn Zürich
- S 11 Aarau – Lenzburg – Dietikon – Zürich HB – Stettbach – Winterthur – Seuzach/Sennhof-Kyburg (– Wila)

#### Nacht Angebot
- SN11 Olten – Aarau – Mellingen Heitersberg – Dietikon – Zürich HB – Stettbach – Winterthur
- S 26  Olten Bahnhof – Aarau Bahnhof – Wohlen – Muri AG

- N82 Othmarsingen – Lenzburg Hypiplatz – Möriken-Wildegg
- N90 Möriken-Wildegg – Niederlenz – Lenzburg Bahnhof – Staufen – Schafisheim – Seon – Egliswil – Seengen – Boniswil – Tennwil – Meisterschwanden – Fahrwangen –  Sarmenstorf
- N92 Lenzburg Bhf – Lenzburg Hypiplatz – Ammerswil – Dintikon – Villmergen – Wohlen AG – Dottikon-Dintikon Bahnhof
- N94 Aarau Bahnhof – Buchs AG – Aarau Rohr – Rupperswil – Schafisheim – Lenzburg Bahnhof

Ausserdem fahren sämtliche Linien des Regionalbus Lenzburg:
- 380 Lenzburg Hypiplatz – Niederlenz – Möriken-Wildegg
- 381 Lenzburg Hypiplatz – Bahnhof Lenzburg – Niederlenz – Möriken-Wildegg
- 382 Lenzburg Hypiplatz – Niederlenz – Möriken-Wildegg – Brunegg – Mägenwil
- 389 Bahnhof Lenzburg – Birren
- 390 Lenzburg Hypiplatz – Bahnhof Lenzburg – Staufen – Schafisheim – Seon – Egliswil – Seengen – Tennwil – Meisterschwanden – Fahrwangen – Bettwil
- 391 Lenzburg Dufourstrasse – Bahnhof Lenzburg – Lenzburg Berufsschule – Schloss Lenzburg
- 392 Bahnhof Lenzburg – Lenzburg Hypiplatz – Ammerswil – Dintikon
- 393 Bahnhof Lenzburg – Lenzburg Hypiplatz – Othmarsingen – Mägenwil
- 394 Lenzburg Hypiplatz – Bahnhof Lenzburg – Staufen – Schafisheim – Hunzenschwil – Rupperswil
- 395 Bahnhof Lenzburg – Schafisheim – Seon – Egliswil – Seengen – Boniswil – Leutwil – Dürrenäsch – Teufenthal
- 396 Lenzburg Hypiplatz – Bahnhof Lenzburg – Schafisheim – Hunzenschwil

## Geschichte

Luftbild (1922)

Der Bahnhof wurde von der Aargauischen Südbahn am 23. Juni 1874 zusammen mit der Strecke Rupperswil–Wohlen eröffnet. Drei Jahre später, als die Schweizerische Nationalbahn am 6. September 1877 die Strecke Zofingen–Baden Oberstadt eröffnete, wurde der Bahnhof zu einem Kreuzungsbahnhof. Für die Seetalbahn ist der Bahnhof seit dem 15. Oktober 1883 ein Endbahnhof. Die Verlängerung der Seetalbahn nach Wildegg am 1. Oktober 1895 berührte den Bahnhof nicht, sondern zweigte bei der Spitzkehre Lenzburg ab. Um vom Bahnhof Lenzburg nach Wildegg fahren zu können, musste immer eine Spitzkehre gemacht werden. Das Kuriosum fand mit der Stilllegung der Strecke Lenzburg Spitzkehre–Wildegg am 4. Juni 1984 ein Ende.

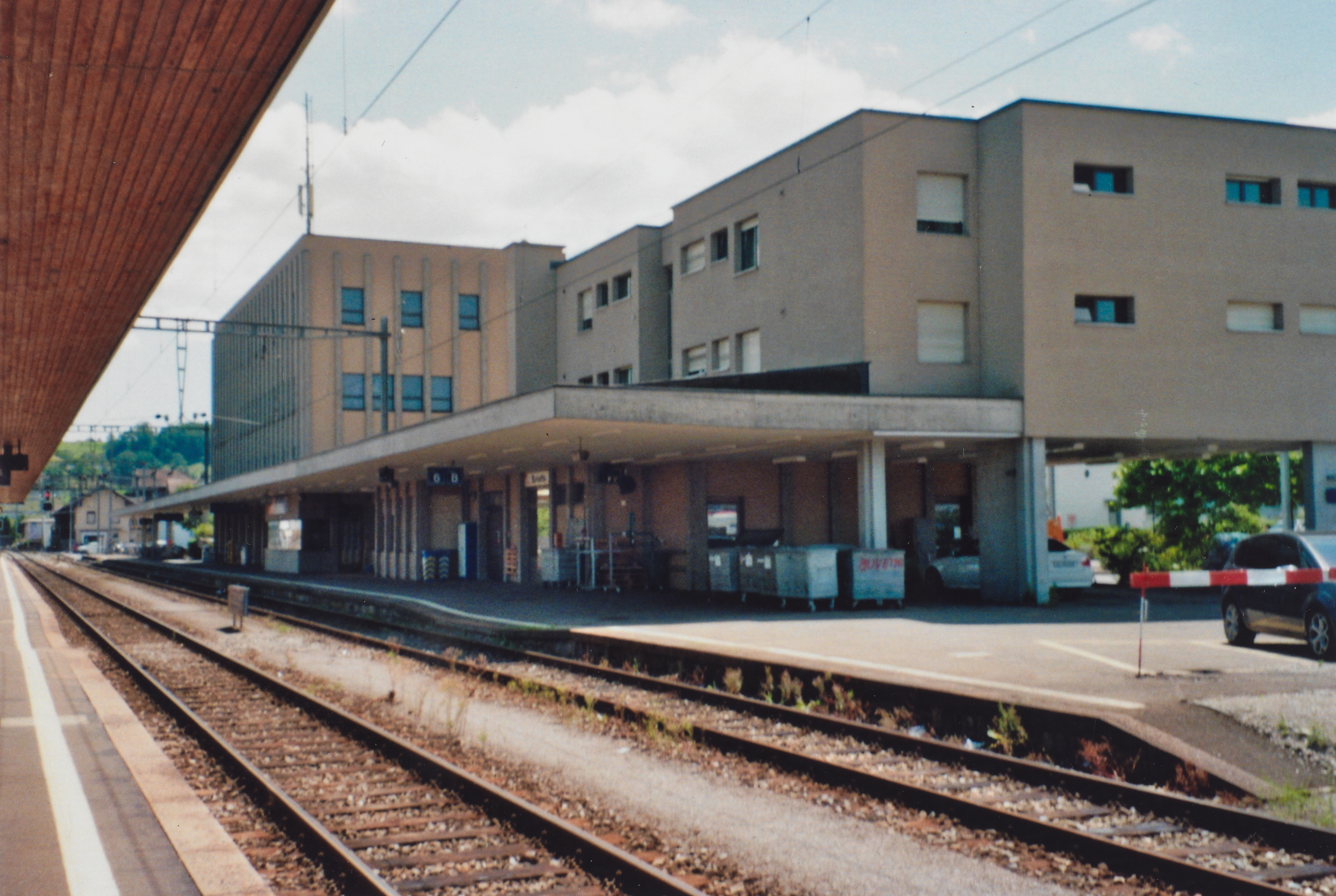
Bahnhofsgebäude, Gleis 6 (2012)

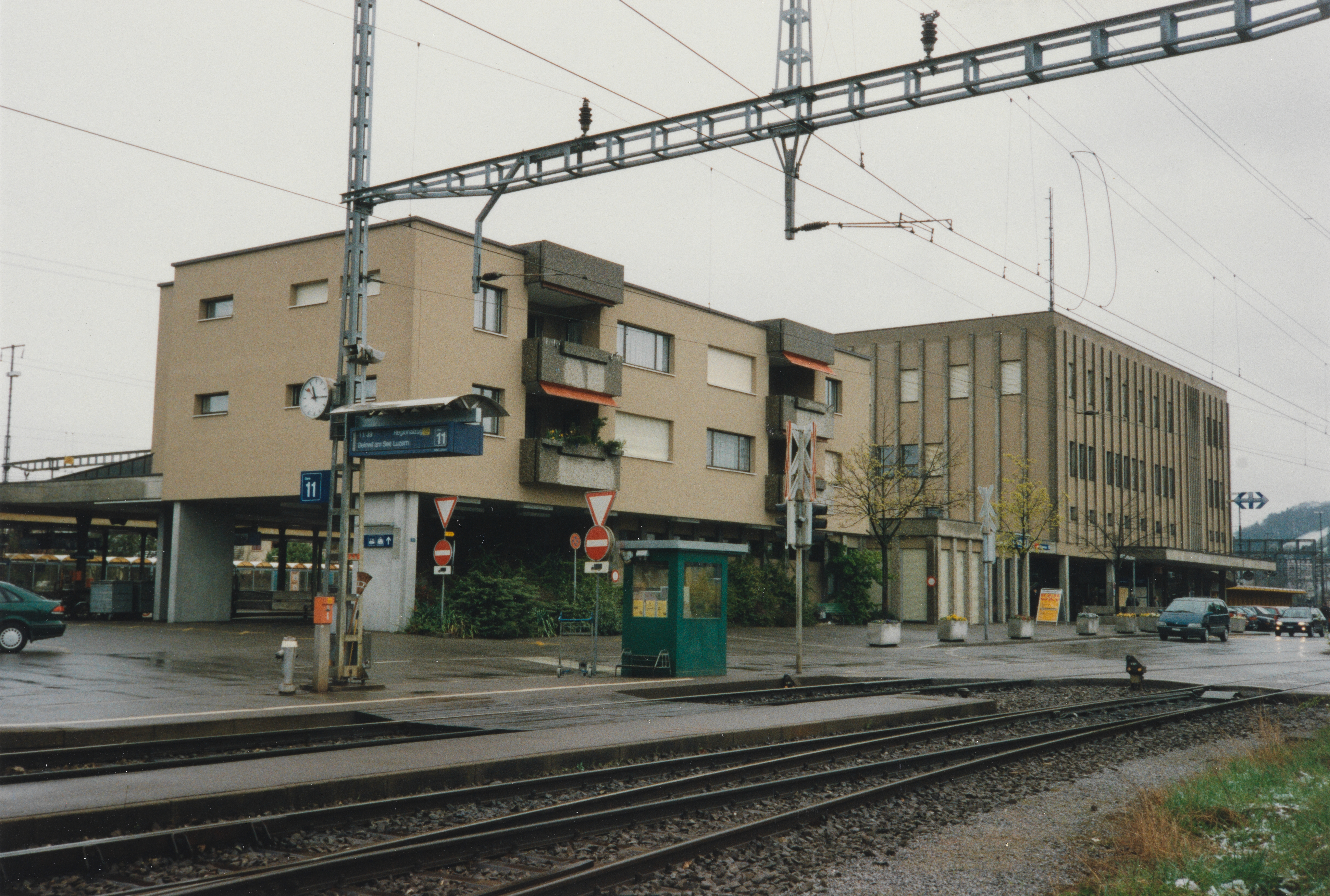
Bahnhofsgebäude, Gleis 11, Seetalbahn-Seite (undatiert)

Eine wesentliche Aufwertung erfuhr der Bahnhof mit der Eröffnung des Heitersberg-Tunnels am 22. Mai 1975, der es neu ermöglichte, dass Fernverkehrszüge von Aarau via Lenzburg nach Zürich fuhren. Ab 1975/76 übernahm der Bahnhof Lenzburg die Fernsteuerung der Strecke Gexi—Othmarsingen—Mägenwil—Heitersbergtunnel und einige Jahre später auch der Strecke Birrfeld—Hendschiken—Dottikon.
Mit dem Fahrplanwechsel am 12. Dezember 2010 wurde das dritte Gleis Lenzburg – Gexi in Betrieb genommen, das es ermöglicht, die S-Bahn-Züge aus dem Freiamt wieder halbstündlich nach Lenzburg zu führen.

## Besonderheiten
Eine Besonderheit ist, dass das Gleis 1 des Bahnhofes das nördlichste Durchfahrgleis ist und nicht, wie üblich, das Gleis beim Bahnhofsgebäude. Diese Anordnung der Gleise ist erst seit 1975 nachgewiesen. In einem Bahnhofsplan von 1950 war noch die übliche Nummerierung ausgehend vom Bahnhofsgebäude zu finden. Allerdings waren es damals erst fünf Gleise.
Die Seetalbahn fährt ab dem Bahnhofsplatz auf der anderen Seite des Bahnhofsgebäudes. Dazwischen liegt jedoch noch eine Strasse. Von der Seetalbahn kann man auch auf die ehemalige SNB-Strecke nach Suhr gelangen.